# Vladimir Šuput
Vladimir Šuput (Sisak, 25. ožujka 1890. – Zagreb, 24. svibnja 1955.), hrvatski nogometaš, potpredsjednik Hrvatskog nogometnog saveza, član Jugoslavenskog olimpijskog odbora, predsjednik HAŠK-a, te svestrani športski djelatnik.

## Igračka karijera
Bio je vratar zagrebačkog HAŠK-a čiji je član postao 1906. godine. Prvi javni nastup za seniorsku momčad imao je 1908. godine u Koprivnici kada je kao pričuvni vratar ušao u igru i izvrsno branio protiv mađarskog BEAC-a. Od 1909. godine postao je stalni vratar prve momčadi. S HAŠK-om je osvojio naslov prvaka Hrvatske i Slavonije u sezoni 1912./13. Početkom Prvog svjetskog rata završava vratarsku karijeru.

## Svestrani športski djelatnik
Osim nogometom bavio se tenisom, plivanjem i "sklizanjem", a kao delegat HAŠK-a 1922. godine u Ljubljani bio je suosnivač "Jugoslavenskog zimsko-športskog saveza". U hokeju na ledu i sklizanju djelovao je sve do smrti (potpredsjednik Hrvatskog saveza za športove na ledu i potpredsjednik Hrvatskog klizačkog saveza 1939. – 1940. i 1941. – 1945.). Od 1924. do 1925. godine bio je član Jugoslavenskog olimpijskog odbora i odbornik tadašnjeg "Međunarodnog saveza" za hokej na ledu (LIHG). Od 1927. do 1932. godine bio je upravitelj tvornice bombona u Klagenfurtu, a potom se vratio u Zagreb.

## Nogometni djelatnik
U Zagrebu je od 1932. godine bio odbornik i potpredsjednik HAŠK-a. 1939. godine postaje potpredsjednik Hrvatskog nogometnog saveza, a 1945. godine zadnji predsjednik HAŠK-a prije raspuštanja kluba.

## Zanimljivosti
Bio je nogometni vratar koji je prvi u Hrvatskoj istrčavao s vratiju (ostali vratari u to doba su stajali na crti), skakao i boksanjem lopte sprječavao prilike protivnika. Nakon utakmice u Zagrebu (HAŠK - Northern University 1:0) odbio je ponudu Engleza za studiranjem i igranjem nogometa u Engleskoj.